# Šubić Višan
Šubić Višan, (latinul: Buissenus, Bysenius, ? – Bribir, 1223) a 12. és 13. században élt horvát nemes, a Šubić nemzetségből származó spalatói gróf, Zvonigrad ura.

## Családja
Šubić I. Gergely brebiri gróf fia volt. Testvérei közülük Pribina örökölte a brebiri grófi címet, II. Gergely knini püspök lett, harmadik fiútestvére pedig I. Marko volt. Pribina uralkodásáról keveset tudunk, valószínűleg korán meghalt. Utóda 1197-ben Šubić III. Gergely lett, aki István nevű testvérével együtt gyakorolta a hatalmat.

## Élete
III. Béla király halála (1196) után fiai, Imre és András között kitört trónviszály a helyi hatalmasságok felemelkedéséhez vezetett, akik területükön királyként kezdtek uralkodni. Ez az oligarchikus uralom kezdetét jelentette Horvátországban.  A politikai bajok mellett megjelentek a vallásiak is. A nyugati és a keleti egyház örökös küzdelmei, Róma és Konstantinápoly rivalizálása oda vezetett, hogy egy új vallás, a bogumilizmus kezdett elterjedni. A vallás fészke Bosznia volt, de a horvát földeken a Neretvától a Dunáig is elterjedt.
Az I. Gergely halála utáni birtokmegosztás során a bribiri grófi címet Višan testvére, Pribina örökölte, Višannak pedig Zvonigrad vára jutott. Ebből egyes régebbi történészek azt a következtetést vonták le, hogy a brebiri grófi család eredetileg likai származású volt és csak később telepedett meg a Velebittől délre eső területen. A vallási irányultság alapján azt is feltételezték, hogy Višan a Kacsics nemzetség őse volt, hiszen akárcsak Višan kezdetben ők is a bogumilizmus támogatói voltak.
Pribina korai halála (1197) után a brebiri grófság fiára, III. Gergelyre szállt, aki hatalomra jutásakor még békében élt a szomszédos hatalmassággal Sidragai Domalddal, de az 1202-es zárai keresztes hadjárat okozta nagy, bár átmeneti változások megzavarták a horvátországi erőviszonyokat. Domald megerősödött, mert sikerült kiűznie Zárából a keresztes-velencei sereget, és Zára ura lett. Domald ekkor már Spalatót és Sebenicót is birtokolta, és hatalma csúcsára ért. Domald azonban még többet, egész Horvátországot akarta. Elégedetlen volt azzal, hogy a keresztes hadjáratba induló II. András nem bízta meg a Horvátország és Dalmácia igazgatásával. Így a királynál kegyvesztett lett. Spalatói uralma miatt konfliktus alakult ki közte és a Šubićok között, amely 1221-ben Domald vereségével és a splalatói tisztsége elvesztésével ért véget.
Spalatót Gergely nagybátyja, Višan kapta meg, Gergely és testvére István pedig jutalmul megkapták birtokait, melyek „a Krka vizétől a tengerig és Záráig” terjedtek. Tamás spalatói főesperes szerint Horvátországban egyetlen nemese sem mert szembeszállni Šubić Gergellyel, kivéve nagybátyját, Višant Zvonigrád urát. Azonban viszály tört ki Šubić családon belül is, melynek tétje már a legfőbb hatalom birtoklása volt, hiszen a család legidősebb tagja Višan volt. 1223-ban történt, hogy Visan gróf sereget gyűjtött, és váratlanul felbukkant Bribir vára alatt. A várat minden oldalról körülvette, hogy azt senki ne hagyja el, de Gergely kijátszotta a nagybátyját. Egy korai órán amikor Višan őrei már fáradtak voltak lesből az ablakokon át rátört az ellenségre. Višan seregét annyira megzavarta ez a váratlan rajtaütés, hogy még védekezni sem tudtak. Nagyszámú ellenséges katonát levágtak, magát Višant pedig elfogták. Amikor Gergely elé vitték az életéért könyörgött, de az megragadta kardját és belédöfte. Višan gróf halálával Gergely és testvére hatalma tovább nőtt. A likai Zvonigradtól Bribirig és Skradinig, Knintől Belgrádig értek a birtokaik.